# Alloschizidium igiliense
Alloschizidium igiliense là một loài chân đều trong họ Armadillidiidae. Loài này được Ferrara & Taiti miêu tả khoa học năm 1978.